# Wahlen 1861
◄◄ | ◄ | 1857 | 1858 | 1859 | 1860 | Wahlen 1861 | 1862 | 1863 | 1864 | 1865 | ► | ►►

Weitere Ereignisse
Die Liste der Wahlen 1861 umfasst Parlamentswahlen, Präsidentschaftswahlen, Referenden und sonstige Abstimmungen auf nationaler und subnationaler Ebene, die im Jahr 1861 weltweit abgehalten wurden.
Das damalige Wahlrecht entsprach typischerweise nicht den Wahlrechtsgrundsätzen der direkten, geheimen und gleichen Wahl. Zeittypisch waren oft nur kleine Teile der Bevölkerung wahlberechtigt, ein Frauenwahlrecht war nicht gegeben.

## Termine
| Land                              | Datum    | Link zur Wahl 1861                                 | Link zur letzten Wahl | Bemerkung                                                  |
| --------------------------------- | -------- | -------------------------------------------------- | --------------------- | ---------------------------------------------------------- |
| Königreich Italien                | 27. Jan. | Parlamentswahl in Italien                          |                       | Erste Wahl im Königreich Italien                           |
| Vereinigte Staaten                | 5. Feb.  | Wahl für den US-Senat in New York                  | 1855                  |                                                            |
| Neufundland                       | 2. Mai   | Parlamentswahl in Neufundland                      | 1859                  |                                                            |
| Liberia                           | 7. Mai   | Präsidentschaftswahl in Liberia                    | 1859                  |                                                            |
| Liberia                           | 7. Mai   | Parlamentswahl in Liberia                          | 1859                  |                                                            |
| Kaisertum Österreich              |          | Wahl des Dalmatinischen Landtags                   |                       | Erste Wahl nach Errichtung                                 |
| Chile                             | 18. Jul. | Präsidentschaftswahl in Chile                      | 1856                  |                                                            |
| Vereinigte Staaten                | 2. Sep.  | Gouverneurswahl in Kalifornien                     | 1859                  |                                                            |
| Konföderierte Staaten von Amerika | 6. Nov.  | Präsidentschaftswahl in den Konföderierten Staaten |                       | Einzige Präsidentschaftswahl in den Konföderierten Staaten |